# Калиновка (Балаклейский район)
Кали́новка (укр. Калинівка; до 2016 г. Черво́ный Яр, до 1918 г. Дудников Яр) — село, Яковенковский сельский совет, Балаклейский район, Харьковская область, Украина.
Код КОАТУУ — 6320288005. Население по переписи 2001 года составляет 309 (145/164 м/ж) человек.

## Географическое положение
Село Калиновка находится на обоих берегах реки Кресты. Вплотную примыкает к селу Таранушино.

## История
- 1870 г. — основано как село Дудников Яр (укр. Дудників Яр).
- 1918 г. — переименовано в село Червоный Яр.
- 2016 г. — переименовано в село Калиновка.

## Экономика
В селе есть молочно-товарная ферма.

## Известные люди
- Одерий Екатерина Ивановна — мать семи детей, почётное звание «Мать-героиня»